# Austrian International 1982
Die Austrian International 1982 als offene internationale Meisterschaften von Österreich im Badminton fanden vom 21. bis zum 23. Mai 1982 in Traun statt.

## Sieger und Platzierte
| Disziplin    | Gold                                 | Silber                             | Bronze                             |
| ------------ | ------------------------------------ | ---------------------------------- | ---------------------------------- |
| Herreneinzel | Harald Klauer                        | Michal Malý                        | Zubair Ahmed                       |
| Herreneinzel | Harald Klauer                        | Michal Malý                        | Fritz Hotze                        |
| Dameneinzel  | Angela Nelson                        | Alla Prodan                        | Dorett Hökel                       |
| Dameneinzel  | Angela Nelson                        | Alla Prodan                        | Éva Cserni                         |
| Herrendoppel | Ivan Kristanto Frank van Dongen      | Nikolay Peshekhonov Viktor Samarin | Michal Malý Karel Lakomý           |
| Herrendoppel | Ivan Kristanto Frank van Dongen      | Nikolay Peshekhonov Viktor Samarin | Philip Sutton Mark Richards        |
| Damendoppel  | Alla Prodan Nadezhda Litvincheva     | Erzsébet Németh Éva Cserni         | Alena Nejedlová Ingrid Wieltschnig |
| Damendoppel  | Alla Prodan Nadezhda Litvincheva     | Erzsébet Németh Éva Cserni         | Angela Nelson Sian Williams        |
| Mixed        | Viktor Shvachko Nadezhda Litvincheva | Michal Malý Alena Nejedlová        | Viktor Samarin Alla Prodan         |
| Mixed        | Viktor Shvachko Nadezhda Litvincheva | Michal Malý Alena Nejedlová        | Philip Sutton Linda Blake          |

## Finalresultate
| Disziplin    | Sieger                               | Finalist                           | Ergebnis           |
| ------------ | ------------------------------------ | ---------------------------------- | ------------------ |
| Herreneinzel | Harald Klauer                        | Michal Malý                        | 15-8, 15-8         |
| Dameneinzel  | Angela Nelson                        | Alla Prodan                        | 12-10, 11-2        |
| Herrendoppel | Ivan Kristanto Frank van Dongen      | Nikolay Peshekhonov Viktor Samarin | 15-11, 12-15, 15-7 |
| Damendoppel  | Alla Prodan Nadezhda Litvincheva     | Erzsébet Németh Éva Cserni         | 15-8, 15-10        |
| Mixed        | Viktor Shvachko Nadezhda Litvincheva | Michal Malý Alena Nejedlová        | 15-8, 15-12        |